# 빌리 조 암스트롱
빌리 조 암스트롱(Billie Joe Armstrong, 1972년 2월 17일~)은 미국의 펑크 록 밴드 그린 데이의 리드 보컬이자 기타리스트이다.

## 어린 시절
빌리 조는 캘리포니아주의 로데오에서 여섯 아이의 막내로 자랐다. 그의 아버지 앤디 암스트롱은 마이너 리그 야구 선수였고, 은퇴한 후에는 재즈 음악가와 트럭 운전수 일을 하였다. 그는 암스트롱이 10살일 때 암으로 사망하였다. 빌리 조는 어릴 때 헤비메탈에 관심이 많았으나, 섹스 피스톨즈의 곡 〈Holidays in the Sun〉을 듣고 난 후 펑크에 빠지게 되었다. 그는 존 스웻 고등학교(John Swett High School), 피놀리 밸리 고등학교(Pinole Valley High School)에 다녔으나, 음악에 전념하기 위해 1990년에 고등학교를 자퇴하였다. 그의 고등학교 때 별명은 "Two Dollar Bill"이었는데, 이는 그가 마리화나를 2달러에 공급했기 때문이라고한다. 물론 실제 빌리가 했는 지는 알 수 없다.

## 음악 경력
1987년 암스트롱은 친한 친구 마이크 던트와 함께 밴드 스위트 칠드런을 결성하였다. 드러머 알 소브란테와 함께 작업하게 된 밴드는 이름을 그린 데이로 바꾸고, 룩아웃! 레코드를 통하여 《1,000 Hours》를 제작하였다. 소브란테는 대학교에 가기 위해 그린 데이를 탈퇴하고, 그의 자리는 트레 쿨이 대신하게 되었다. 세 번째 음반 《Dookie》가 크게 성공하면서 밴드가 널리 알려지게 되었고, 그린 데이는 전 세계적으로 7,500만 장 이상의 음반을 판매하였다.